# Munébrega
Munébrega est une commune d’Espagne, dans la province de Saragosse, communauté autonome d'Aragon comarque de Comunidad de Calatayud.

## Personnalités
- Juan Fernández de Heredia